# Cláudio Garcia de Souza
Cláudio Garcia de Souza (* 1. Juni 1927 in Rio de Janeiro) ist ein ehemaliger brasilianischer Diplomat.

## Leben
Cláudio Garcia de Souza ist mit Lilian Garcia de Souza verheiratet. 1949 wurde er Bachelor of Laws der Universität von São Paulo und absolvierte den Curso de Prática Diplomática des Rio Branco-Institut. 1956 wurde er laufbahnbedingt zum Gesandtschaftssekretär zweiter Klasse befördert und bis 1958 in Montevideo beschäftigt. 1958 war er Stellvertreter des Leiters der Abteilung Politik und Kultur des Itamaraty und war dem Generalsekretariat der 47. Konferenz der Interparlamentarische Union in Rio de Janeiro zugewiesen.
1959 war er Vertreter der Itamaraty bei der Comissão de Estudos Relativos á Navegação Aérea Internacional (CERNAI), bei der Comissão de Reparações de Guerra und war Mitglied der brasilianischen Delegation zur 48. Konferenz der Interparlamentarische Union in Warschau.
1960 war er Mitglied der brasilianischen Delegation zu Beratungen eines britisch-brasilianischen Luftverkehrsabkommens in Rio de Janeiro.
Im September 1960 war Cláudio Garcia de Souza für den Staatsbesuch von Heinrich von Brentano in Brasilien abgeordnet. In der Folge wurde eine brasilianisch-deutschen Kommission zur Förderung der Zusammenarbeit gebildet.
Von 1960 bis 1961 war er Gesandtschaftssekretär in Bonn dort wurde er 1961 zum Gesandtschaftssekretär erster Klasse befördert und fungierte als Geschäftsträger. Von 11. März 1971 bis 3. Dezember 1975 war er Botschafter in La Paz. Von 1976 bis 1978 war er Botschafter in Buenos Aires. Von 10. September 1979 bis 27. November 1984 war er Botschafter in Stockholm. Von 27. November 1984 bis 9. Juli 1987 war er Botschafter in Belgrad. Von 9. Juli 1987 bis 15. Juni 1990 war er Botschafter in Bern.